# Lista de desportos equestres
Desportos equestres são esportes que usam cavalos como a principal parte do esporte. De forma geral o ginete é o condutor de um veiculo. no caso o cavalo.

## Gerais
- 4-H
- Ban'ei racing
- Equitação Camargue
- Charreada
- Coleo de toros
- Doma vaquera
- Dzhigitovka
- Equitação
- Gymkhana
- Horse show
- Orientação montada ou TREC
- Equitação de lazer
- Pony Club
- Acasalamento de Cavalos
- Sidesaddle
- Equiturismo
- Equitação de Trabalho
- Corrida de sortija
- Doma gaucha
- Deporte de lazo
- Equitação islandesa
- Doma Menorquina

## FEI Disciplinas Olímpicas

### Disciplinas Olímpicas
- Adestramento
- Concurso completo de equitação
- Saltos

### Disciplinas Paralímpicas
- Para-equestrianismo:  somente adestramento nas Paralímpiadas; adestramento e CCE em eventos da FEI

### Outras disciplinas
- Combined driving
- Enduro equestre
- Horseball
- Reining
- Tent Pegging
- Volteio

## Turfe
- Flat racing
- Corrida de trotes
- Point-to-point
- Steeplechase
- Turfe
- Skijöring

## Equitação inglesa
- Adestranento clássico
- Adestramento
- Equitação de lazer
- CCE
- Caça de campo
- Caça à raposa
- Gymkhana
- Hunt seat
- Saddle seat
- Show hunter
- Show hunter britânico
- Saltos
- Show hack
- Team chasing
- Quadrille (adestramento)

## Equitação americana
- Cowboy Mounted Shooting
- Cowboy polo
- O-Mok-See
- Reining
- Trail (horse show)
- Equitação de lazer americana
- Equitação americana (horse show)

## Manipulação
- Campdrafting
- Cutting (esporte)
- Ranch sorting
- Team penning
- Working cow horse

## Rodeios
- Rodeio australiano
- Charreada
- Rodeio chileno
- Rodeio dos Estados Unidos
  - Barrel racing
  - Breakaway roping
  - Calf roping
  - Goat tying
  - Pole bending
  - Saddle bronc and bareback riding
  - Steer wrestling
  - Team roping

## Condução
- Combined driving (see FEI above)
- Draft horse showing
- Fine harness
- Equitação de lazer
- Roadster
- Scurry Driving

## Coletivos
- Horseball
- Pato
- Polo
- Polocrosse

## Área definida
- Buzkashi
- Justa (desporto)
- Arqueiro a cavalo
- Mounted Games
- Tent pegging